# Malaussène
Malaussène település Franciaországban, Alpes-Maritimes megyében. Lakosainak száma 327 fő (2022. január 1.). Malaussène Massoins, Pierrefeu, Revest-les-Roches, Toudon, Tourette-du-Château, Tournefort, Utelle és Villars-sur-Var községekkel határos.

## Népesség
A település népessége az elmúlt években az alábbi módon változott:
| Lakosok száma | 114  | 72   | 129  | 220  | 278  | 305  | 311  | 321  | 326  | 327  |
|               | 1968 | 1982 | 1990 | 2006 | 2013 | 2015 | 2017 | 2019 | 2020 | 2022 |